# Bangaon (ort i Indien, Bihar)
Bangaon är en ort i Indien.   Den ligger i distriktet Saharsa och delstaten Bihar, i den nordöstra delen av landet, 1 000 km öster om huvudstaden New Delhi. Bangaon ligger 51 meter över havet och antalet invånare är 60 000.
Terrängen runt Bangaon är mycket platt. Runt Bangaon är det mycket tätbefolkat, med 1 692 invånare per kvadratkilometer. Närmaste större samhälle är Saharsa, 8,5 km öster om Bangaon. Trakten runt Bangaon består till största delen av jordbruksmark.